# Filandia
Filandia ist eine Gemeinde (municipio) im Departamento Quindío in der kolumbianischen Kaffeeanbauregion (eje cafetero).

## Geographie
Filandia liegt auf einer Höhe von 1923 m ü. NN 23 km nördlich von Armenia und hat eine Jahresdurchschnittstemperatur von 18 °C. Filandia grenzt im Norden an Pereira im Departamento Risaralda, im Süden an Circasia, im Westen an Quimbaya und an Ulloa und Alcalá im Departamento Valle del Cauca und im Osten an Salento und Circasia.

## Bevölkerung
Die Gemeinde Filandia hat 12.570 Einwohner, von denen 7163 im städtischen Teil (cabecera municipal) der Gemeinde leben (Stand: 2022).

## Geschichte
Filandia wurde am 20. August 1878 gegründet. Das Gebiet war schon vor der Ankunft der Spanier vom indigenen Volk der Quimbaya bewohnt. Im 19. Jahrhundert wurde die Region von Antioquia aus besiedelt.

## Wirtschaft
Traditionell ist die Landwirtschaft der wichtigste Wirtschaftszweig von Filandia, insbesondere der Anbau von Kaffee, aber auch von Bananen, Maniok, Zuckerrohr, Obst, Hülsenfrüchte, Zierpflanzen und Mais. Zudem spielen Rinder-, Milch- und Geflügelproduktion eine wichtige Rolle.